# Aéroport international du Kilimandjaro
Pour les articles homonymes, voir JRO.
L'aéroport international du Kilimandjaro (code IATA : JRO • code OACI : HTKJ) est le second aéroport international de Tanzanie après l'aéroport international Julius-Nyerere. Près du Kilimandjaro, il dessert les villes d'Arusha et de Moshi, les sites touristiques du parc national d'Arusha, du parc national du Serengeti et l'aire de conservation du Ngorongoro. Des connexions vers la côte est africaine sont également nombreuses (Zanzibar, Lac Victoria, etc.). En 2004, 294 750 passagers ont transité par l'aéroport.

## Situation

Carte topographique du Kilimandjaro avec l'aéroport au sud-ouest de celui-ci.

| Pemba Arusha Zanzibar Kilimandjaro Dar Es Salam Bukoba Dodoma Iringa Kigoma Lac Manyara Mafia Mpanda Mtwara Musoma Mwanza Ngara Songwe Tabora Tanga |

## Compagnies aériennes et destinations
| Compagnies            | Destinations                                                            |
| --------------------- | ----------------------------------------------------------------------- |
| Air France            | Paris-Charles de Gaulle                                                 |
| Airkenya Express      | Nairobi-Wilson                                                          |
| Air Tanzania          | Dar es Salam-J. Nyerere, Entebbe, Zanzibar                              |
| Coastal Aviation      | Arusha, Lac Manyara (en), Mwanza, Serengeti-Seronera (en), Zanzibar     |
| Discover Airlines     | Francfort                                                               |
| Edelweiss Air         | Zurich                                                                  |
| Ethiopian Airlines    | Addis-Abeba Bole                                                        |
| flydubai              | Dubaï                                                                   |
| Kenya Airways         | Nairobi-J. Kenyatta                                                     |
| KLM                   | Amsterdam                                                               |
| Precision Air         | Dar es Salam-J. Nyerere, Entebbe, Mwanza, Nairobi-J. Kenyatta, Zanzibar |
| Qatar Airways         | Doha-Hamad                                                              |
| Regional Air Services | Arusha, Lac Manyara (en)                                                |
| RwandAir              | Kigali                                                                  |
| Safarilink Aviation   | Nairobi-Wilson                                                          |
| Turkish Airlines      | Istanbul                                                                |
| Uganda Airlines       | Entebbe                                                                 |

Edité le 13/11/2023